# Еникьой (вилает Одрин)
 За други села с това име вижте Еникьой.  
Еникьой (на турски: Yeniköy) е село в Източна Тракия, Турция, вилает Одрин.

## География
Селото се намира на 10 километра североизточно от Узункьопрю.

## История
В XIX век Еникьой е българско село в Узункьоприйска кааза на Одринския вилает на Османската империя. Според „Етнография на вилаетите Адрианопол, Монастир и Салоника“, издадена в Константинопол в 1878 година и отразяваща статистиката на населението от 1873 година, Еникьой (Yaan-keui) има 75 домакинства и 398 българи.
Според статистиката на професор Любомир Милетич в 1912 година в селото живеят 306 български екзархийски семейства или 1495 души.
При избухването на Балканската война в 1912 година 4 души от Ени кьой са доброволци в Македоно-одринското опълчение.
В периода на Руско-турската война (1828-1829) г. част от населението се преселва, подгонено от насилията на османские власти в Бесарабия и Северна Добруджа и основава нови села със същото име там. Българското население на Еникьой се изселва след Междусъюзническата война в 1913 година.

## Личности
Родени в Еникьой
- Антим Ловчански (1884 – 1939), български духовник
- Димитър Ив. Кехлибаров, македоно-одрински опълченец, 18-годишен, търговски служител, 2 рота на 11 сярска дружина, бронзов медал[4]
- Никола Димитров, македоно-одрински опълченец, 5 рота на 5 одринска дружина, ранен[5]
- Никола Савов, македоно-одрински опълченец, 27-годишен, земеделец, 3 рота на 11 сярска дружина[6]
- Сотир Димитров, македоно-одрински опълченец, 1 рота на 5 одринска дружина, ранен[7]